# Kemoš
Kemoš (hebrejski כְּמוֹשׁ) jest bog spomenut u Bibliji. Zvan je i Kamiš. Štovali su ga Moapci. Kralj Salomon je uveo štovanje ovoga boga u Jeruzalem. Jošija je zabranio štovanje Kemoša i drugih bogova osim Jahve. Na neki je način bio povezan s Molekom.